# Benjamin Franklin Kelley
Pour les articles homonymes, voir Kelley.
Benjamin Franklin Kelley (10 avril 1807 - 16 juillet 1891) est un soldat américain qui a servi en tant que brigadier général de l'armée de l'Union pendant la guerre de Sécession. Il a joué un rôle d'importance lors de plusieurs campagnes militaires en Virginie-Occidentale et au Maryland.

## Avant la guerre
Kelley naît à New Hampton, un petit village du New Hampshire. Il est le fils du colonel William B. Kelley et de la fille du juge Ebenezer Smith. À l'âge de 19 ans, il part pour Wheeling, Virginie, un centre du commerce d'esclaves.
En 1832, il épouse Mary King qui décède du choléra l'année suivante. Leur enfant décède moins de deux ans plus tard. Il se remarie e 1835 avec la fille d'un de ses partenaires d'affiaire, Goshorn, avec qui il a quatre fils et deux filles. Il s'engage dans les affaires commerciales jusqu'en 1851, où il devient agent de fret pour la Baltimore & Ohio Railroad.

## Guerre de Sécession
Au déclenchement de la guerre de Sécession, Kelley lève le 1st Virginia Infantry, un régiment fédéral de volontaires pour une durée de trois mois, et en est nommé colonel. Sa première action prend place lors de la bataille de Philippi, où il capture un équipage un train d'équipage confédéré et où il est sérieusement blessé. Il est promu brigadier général des volontaires le 17 mai 1861, et remporte des victoires à Romney (en) et Blue's Gap (en) (Hanging Rocks Pass). Ensuite, Kelley commande une division de 10 000 hommes dans le département de Harper's Ferry.
En 1862, il sert sous les ordres du major général John C. Frémont, et l'année suivante, il commande le département de Virginie-Occidentale et poursuit le général Robert E. Lee pendant la retraite de Gettysburg (en). En 1864, il met en échec les confédérés à Folck's Mill, New Creek (en), et Moorefield, Virginie-Occidentale. Il est breveté major général des volontaires le 5 août 1864.
Kelley, avec son supérieur immédiat le major général George Crook, est capturé par un petit raid de partisans confédérés le 21 février 1865. Kelley est envoyé en prison à Richmond, Virginie, mais Crook et lui sont libérés le 20 mars 1865 lors d'un échange particulier. Il démissionne de l'armée le 1er juin 1865.

## Après la guerre
Après la fin de la guerre, Kelley est nommé collecteur des revenus internes en 1866. Après avoir tenu cette fonction pendant dix ans, il prend la tête des Hot Springs, Arkansas, réserve militaire en 1876. En 1883, le président Chester A. Arthur le nomme inspecteur des pensions.

## Mort
Kelley meurt à Oakland, Maryland, et est enterré dans le cimetière national d'Arlington. Sa tombe est réalisée par le sculpteur W.S. Davis. La pierre tombale est faite en granit (6 × 5 × 3 ft.) avec un insert en relief (2 × 2 × 6 ft.) en bronze sur la façade de la pierre, juste au-dessus de deux plaques inscrites. Le relief est un buste de Kelley, qui a une barbiche abondante, un moustache, et un uniforme militaire.
Sur l'une des plaques de la pierre tombale est inscrit :
BENJAMIN F. KELLEY
COLONEL DU 1ST VIRGINIA VOLUNTEER INFANTRY
BRIGADIER ET BREVET MAJOR GÉNÉRAL
U.S.V.
BLESSÉ À LA BATAILLE DE PHILLIPI VIRGINIE
3 JUINE 1861.
Sur l'autre plaque de la pierre tombale est inscrit :
SA WIFE
MARY CLARE BRUCE KELLEY
DÉCÉDÉE LE 24 décembre 1910
Elle a été reconnue par le Save Outdoor Sculpture! (en) du Smithsonian Institute en 1995 et est déclaré comme nécessitant un traitement.

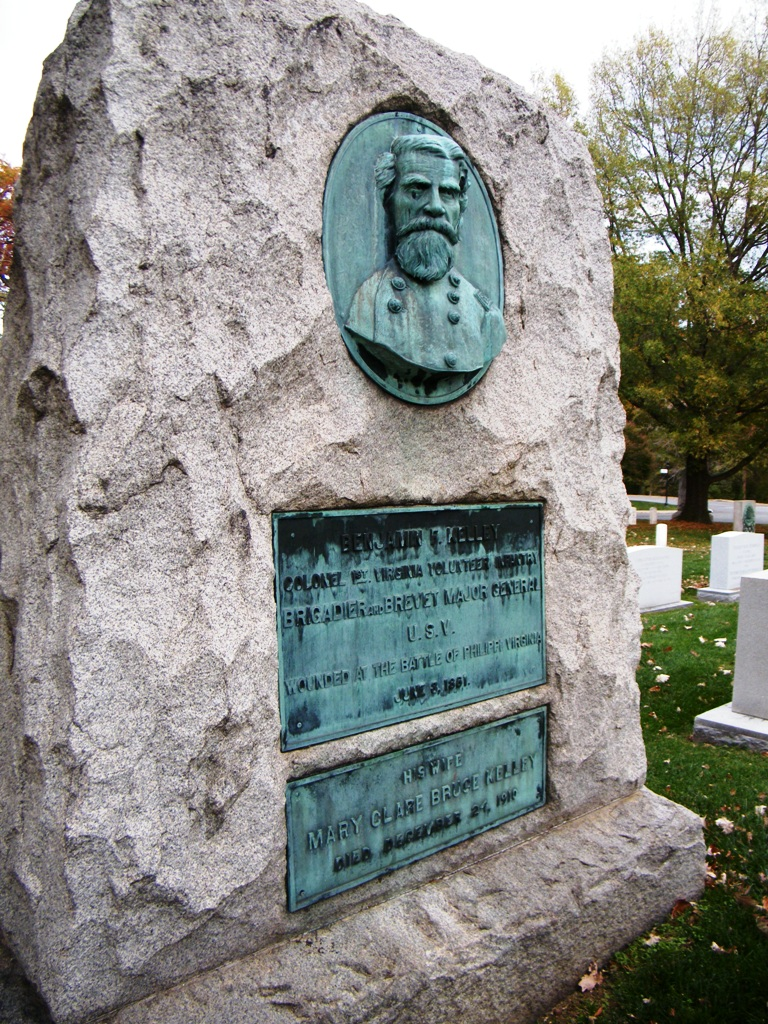
Vue de devant.
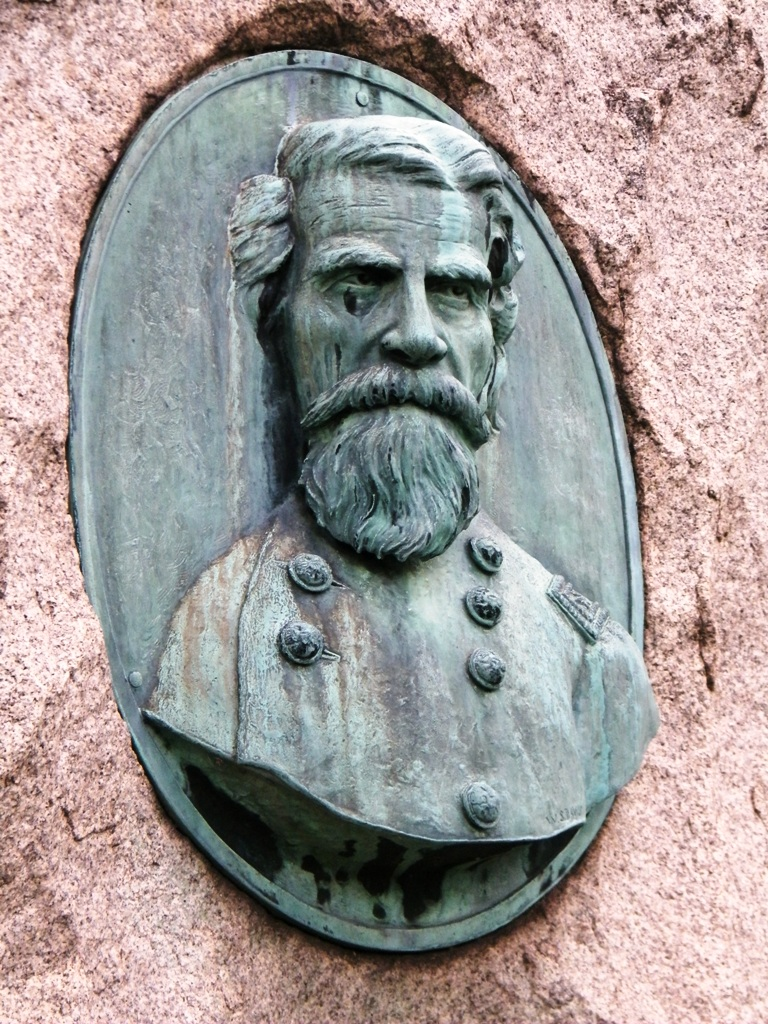
Détail.